# 스가모역
스가모역(일본어: 巣鴨駅, すがもえき)은 일본 도쿄도 도시마구에 있는 동일본 여객철도(JR 동일본)와 분쿄구에 있는 도쿄 도 교통국의 역이다.

## 이용 가능 철도 노선
JR 동일본의 야마노테 선과 도에이 지하철 미타 선의 환승역이다.
- JR 동일본
  -  야마노테 선: 역 번호 "JY 11"
- 도에이 지하철
  -  미타 선: 역 번호 "I 15"

전차선에서 운행되는 순환선은 야마노테 선 열차만 정차하고 그 외의 열차는 통과한다. 또한, 특정 도구 시내 제도의 "도쿄 도 구내" 및 "도쿄 야마노테 선내"에 속한다.
도에이 지하철 미타 선은 메구로역을 경유하여 도큐 메구로 선에 상호 직통 운전을 실시하고 있다.

## 역사
- 1903년 4월 1일: 영업 개시. 화물 영업을 하게 됨.
- 1906년 11월 1일: 철도국유법에 따라 국유화.
- 1909년 10월 12일: 선로 명칭 제정으로 야마노테 선의 소속이 됨.
- 1945년 3월 4일・4월 13일: 태평양 전쟁 중에 공습을 당함.
- 1968년 12월 27일: 미타 선의 역 영업 개시.
- 1979년 3월 31일: 국철 역에서 화물 취급 폐지.
- 1987년 4월 1일: 일본 철도 민영화로 국철의 역은 JR 동일본의 역이 됨.
- 1997년 4월 28일: 미타 선 스가모 역에서 동년 8월 15일까지 센서 부착 추락 방지용 울타리를 시범 설치함.
- 2001년 11월 18일: JR 동일본에서 교통계 IC카드 "Suica" 이용 개시.
- 2004년 4월 1일: 도에이 지하철 미타 선의 역에 역 번호 부여.
- 2007년
  - 3월 18일: 도영 지하철 미타 선에서 교통계 IC카드 "PASMO" 이용 개시.
  - 6월 1일: JR 동일본의 역 빌딩 착공.
  - 11월 18일: JR 동일본의 자동 매표기와 미도리창구를 임시 역사로 이전.
  - 12월 9일: JR 동일본의 자동 개찰기와 정산기가 남쪽 출입구로 이전.
  - 12월 12일: JR 동일본에서의 구내 이동 통로가 좌측 통행에서 우측 통행으로 변경.
- 2008년 1월 11일: JR 동일본의 북쪽 출입구 일시 폐쇄.
- 2010년 3월 25일: 역 빌딩 "atre vie 스가모"가 개업.
- 2012년 1월 12일: 오전 11시 15분경 도에이 지하철 미타 선의 승강장 전기를 총괄하는 배전반의 퓨즈가 끊어져서 플랫폼이 정전됨에 따라, 조명이 비상으로 전환되었고 엘리베이터, 에스컬레이터와 스크린도어의 사용 불능이 되는 업무를 중단시킴. 오전 11시 35분에 미타 선 전 노선의 운행 중단, 오전 11시 53분, 미타 선의 전 노선은 스가모 역을 통과시키는 형태로 운행 재개. 정전은 오후 0시 50분경에 복구되었고 오후 1시 37분 복구 작업이 완료하는대로 업무 재개. 정전 발생 시 플랫폼에는 약 200명정도의 승객이 있었는데 역무원의 유도에 의한 혼란은 없었음. 또한, 1명이 엘리베이터 안에 갇혔지만 무사히 구조됨.
- 2013년 6월 29일: JR 동일본의 역에서 스크린도어 사용 개시[1].

## 역 구조

### 동일본 여객철도
섬식 승강장 1면 2선의 지상역에서 개찰구는 오쓰카 역 방향 지상의 하쿠산도리에 인접한 형태로 1개 있다.
2007년 6월 1일, 5층 건물의 역 빌딩 "atre vie 스가모" 건설을 위한 역 개수 공사가 착공되었다. 공사로 인하여 동년 11월 18일 자동 매표기와 미도리창구가, 동년 12월 9일에는 자동 개찰기와 정산기가 남구의 임시 역사로 이전되었다. 동년 12월 12일 구내 이동 동선이 좌측 통행에서 우측 통행으로 변경되면서 2008년 1월 11일에는 북쪽 출입구가 일시 폐쇄되었다. 그리고 2010년 3월 25일에는 atre vie 스가모가 개장하여 역사 개수 공사가 완료되었다.
인접하는 야마노테 화물선(쇼난 신주쿠 라인이 경유)에는 유치선이 있고 보선용 차량이 대기한다.

#### 승강장
| 번호 | 노선        | 방향     | 행선                            |
| ---- | ----------- | -------- | ------------------------------- |
| 1    | 야마노테 선 | 외선순환 | 다바타・우에노・도쿄 방면       |
| 2    | 야마노테 선 | 내선순환 | 이케부쿠로・신주쿠・시부야 방면 |

(출처:JR 동일본: 역 구내도)

### 도쿄 도 교통국
섬식 승강장 1면 2선의 지하역.
개찰구와 정기권 매장이 지하 1층, 승강장이 지하 2층에 있다. JR 야마노테 선 측에 에스컬레이터, 엘리베이터, 고간지 방향에 저속 운전의 에스컬레이터가 설치되어 있다.
개찰구 남쪽의 센고쿠 역 방향으로 2개 있고 북쪽의 니시스가모 역 방향으로 1개 있어서 총 3개 있다. 야마노테 선으로의 환승하려면 남쪽 출구, 고간지나 스가모지조도리 상가로 가려면 북쪽 출구로 가는 것이 편리하다. 남쪽의 2개는 이른 아침과 심야를 제외하고, 야마노테 선 역 구내에 이어지는 출구와 가까운 곳이 승차 전용이고 다른 1개는 하차 전용 개찰이다.
북쪽 개찰구 근처에는 정기권 발매소가 있으며 8 ~ 20시까지 토,휴일에 영업한다.

#### 승강장
| 번호 | 노선    | 행선                                    |
| ---- | ------- | --------------------------------------- |
| 1    | 미타 선 | 오테마치・메구로・히요시 방면           |
| 2    | 미타 선 | 다카시마다이라・니시타카시마다이라 방면 |

## 역 주변
- 국도 제17호선
- 도쿄 도 교통국 도에이 버스 스가모 영업소
- 소메이 령원
- 동양문고 - 국립국회도서관의 지부 도서관
- 고마고메 경찰서
- 혼고 중・고등학교
- 주몬지 중・고등학교
- 분쿄 가쿠엔 대학 여자 중・고등학교
- 도요 여자 고등학교
- 도쿄 도립 고이시카와 중등 교육 학교
- JTB여행 & 호텔 칼리지
- 도쿄 수영 센터
- 스가모 지조도리 상점가

## 인접역
| 동일본 여객철도 야마노테 선 | 동일본 여객철도 야마노테 선 | 동일본 여객철도 야마노테 선             |
| --------------------------- | --------------------------- | --------------------------------------- |
| JY 12 오쓰카 내선 순환      | 야마노테 선                 | JY 10 고마고메 외선 순환                |
| 도쿄 도 교통국 미타 선      |                             |                                         |
| I 14 센고쿠 메구로 방면     | 미타 선                     | 니시스가모 I 16 니시타카시마다이라 방면 |